# María Guadalupe Aguirre Soria
María Guadalupe Aguirre Soria (Villahermosa, Tabasco, 14 de junio de 1933) es una política mexicana, miembro del Partido Revolucionario Institucional (PRI). Fue diputada federal de 1967 a 1970.

## Biografía
Realizó los estudios de bachillerato en la Escuela Nacional Preparatoria y es licenciada en Derecho. Ejerció como docente de Civismo en el Colegio Williams de la Ciudad de México.
De 1958 a 1964 fue secretaria privada de Juan Orozco González, oficial mayor de la Secretaría del Patrimonio Nacional y luego de 1964 a 1966, subdirectora de Métodos y Sistemas de la misma secretaría. Renunció al último cargo para ser candidata del PRI a diputada federal por el Distrito 22 del Distrito Federal y siendo elegida para la XLVII Legislatura de 1967 a 1970.
De 1971 a 1978 fue magistrada del Tribunal de la Contencioso Administrativo del Distrito Federal, del que fue la primera mujer integrante. A partir de 1979 pasó al entonces Tribunal Fiscal de la Federación, donde fue magistrada regional de 1979 a 1990, magistrada de la sala superior a partir de 1991, y de 2000 a 2001 presidenta del a partir de entonces llamado Tribunal Federal de Justicia Fiscal y Administrativa.